# Carl Zeiss Vision
Pour les articles homonymes, voir Carl Zeiss (homonymie).
Carl Zeiss Vision est une société mondiale qui conçoit, fabrique et commercialise des verres correcteurs, des instruments optiques et du matériel de Basse Vision pour les malvoyants. Elle fait partie de la Division Vision Care de Carl Zeiss, en Allemagne, qui a pour Président Michael Kaschke et son siège social est basé à Aalen, dans le Bade-Wurtemberg, en Allemagne.
Carl Zeiss Vision, s'appuie sur le savoir-faire de Carl Zeiss dans le domaine de la fabrication des verres correcteurs depuis plus de 100 ans et sur l'expérience de Sola Optical pour ce qui touche aux traitements de surface sophistiqués des verres. La marque Zeiss est aujourd'hui présente sur les cinq continents. Ses activités sont essentiellement axées sur la Recherche et le Développement de géométries progressives et des traitements sous vide. Elle compte plus 40 sites de fabrication dans le monde, et deux centres de Recherche et de Développement en Allemagne et en Australie.

## Histoire

### 2005-09: la naissance d'un géant mondial
La société Carl Zeiss Vision International GmbH , numéro deux sur le marché mondial du verre correcteur, est née le 22 mars 2005 de la fusion de la Division Optique Oculaire de Carl Zeiss, basée à Aalen (Allemagne) et de la société Sola International Inc, basée à San Diego (États Unis) et a pour président Jeremy Bishop, président de Sola Optical depuis avril 2000.
Carl Zeiss Vision est détenue à parts égales par Carl Zeiss AG et le fonds d'investissement privé EQT III, propriétaire de Sola Optical. 
En octobre 2006 le Dr Norbert Gorny, qui avait intégré Carl Zeiss en 1998 en tant que Vice Président de la Division Microscopie, devient Président de l'entreprise et poursuit l'harmonisation des différentes filiales à travers le monde.

### 2010-à ce jour: la consolidation
En décembre 2010 Carl Zeiss devient, via la Carl Zeiss Stiftung le seul et unique actionnaire de Carl Zeiss Vision en rachetant les parts du fonds d'investissement EQT.
Le comité de Direction de la société est composé depuis 2011 par Raymund Heinen, Président, Ulrich Krauss, Directeur Marketing et Commercial et Hanspeter Mürle, Directeur Financier.
L’équipe de recherche et développement comprend plus de 200 chercheurs dans ses 2 Centres en Allemagne et en Australie.

## Produits
Les activités de l'entreprise sont concentrées sur la fabrication et la commercialisation de verres correcteurs (verre unifocal, verre progressif, verres bifocal), instruments d'optique, matériel de basse vision pour déficients visuels.

## Verres correcteurs

### Verre progressif

#### l'ADN de Zeiss
Tous les verres progressifs de Zeiss bénéficient des avancées technologiques suivantes, développées par le chercheurs de Carl Zeiss:
- décentrement variable (1983): cela permet de mieux aligner les zones de vision droite et gauche en vision binoculaire. Il est calculé en fonction du défaut visuel mais aussi de l'âge du porteur et facilite la vision de près
- symétrie horizontale (1983): les effets prismatiques verticaux et horizontaux varient de la même façon pour les deux yeux, quand ceux-ci se déplacent dans le verre, ce qui garantit au presbyte une vision simultanée bi-oculaire.
- diminution des aberrations de haut degré (2000):la méthode de conception réduit le trefoil et la coma, aberrations provoquées par la variation de puissance propre au verre progressif
- paramètres de position portée (1912): le verre correcteur est conçu pour être porté à une certaine distance de l'œil et suivant une inclinaison précise, pour une meilleure qualité visuelle. depuis 1912 Zeiss parle de puissances d'usage
- empreinte génétique (1996): le verre est calculé en temps réel et optimisé optiquement
- technologie numérique de fabrication (2000): aussi appelée "freeform" cette technique de fabrication permet une précision cinq fois plus précise que la technologie traditionnelle jusqu'alors utilisée

#### Des innovations permanentes
Depuis 2000, année ou Carl Zeiss a commercialisé le premier verre progressif personnalisé selon la morphologie du presbyte et fabriqué numériquement avec une précision de 1 micron, de nombreux verres ont vu le jour. La gamme a été entièrement renouvelée (voir tableau ci-dessous) et aujourd'hui 44,8 % du chiffre d'affaires est réalisé avec des produits de moins de trois ans.
| années | nom verre progressif        | Catégorie                             |
| ------ | --------------------------- | ------------------------------------- |
| 2000   | Gradal Individual           | verre individualisé (1re génération)  |
| 2006   | Gradal Individual Frame Fit | verre individualisé (2nde génération) |
| 2008   | GT 2 3D                     | verre à vision binoculaire améliorée  |
| 2010   | Gradal Plus                 | verre généraliste optimisé            |
| 2010   | Gradal Individual EyeFit    | verre individualisé (3e génération)   |
| 2011   | Gradal Classic              | verre généraliste optimisé            |

### verres spéciaux
- i.Scription est une technologie lancée en 2008 qui permet grâce à un encodage, et en association avec l'utilisation du i.Profiler, de fabriquer un verre correcteur individualisé qui diminue les aberrations oculaires de haut degré, améliorant ainsi la vision en condition de basse luminance.

- Slab-off est une fabrication spéciale, uniquement disponible sur le verre minéral pour les presbytes qui ont une différence de puissance, supérieure à deux dioptries, entre les deux yeux, permettant de corriger la différence de hauteur des images dans le plan vertical[4].

### Instruments
- Relaxed Vision Terminal (RVT), sorti en 2005, est le premier système vidéo-électronique qui permet de réaliser les prises de mesures nécessaires à un bon centrage des verres correcteurs, avec une précision de 5 millions de pixels.
- i.Profiler, sorti en 2008, est un appareil à quatre fonctions (autoréfractomètre, kératomètre, topographe cornéen et aberromètre)

### Basse Vision
Depuis plus de cent ans Zeiss commercialise des aides visuelles pour les malvoyants ou déficients visuels. Il peut s'agir de systèmes télescopiques (système de Kepler, système de Galilée) mais également loupes éclairantes et teintes médicales pour les maladies de la rétine.

## Chiffres et données
| Années                   | 2004-05 | 2005-06 | 2006-07 | 2007-08 | 2008-09 | 2009-10 |
| ------------------------ | ------- | ------- | ------- | ------- | ------- | ------- |
| Chiffre d'affaires en M€ | 789     | 845     | 844     | 892     | 879     | 881     |
| Effectif moyen           | 9 995   | 10 626  | 10 293  | 12 830  | 11 659  | 11 586  |